# Betz-le-Château
Betz-le-Château és un municipi francès, situat al departament de l'Indre i Loira i a la regió de Centre – Vall del Loira. L'any 2007 tenia 573 habitants.

## Demografia

### Població
El 2007 la població de fet de Betz-le-Château era de 573 persones. Hi havia 244 famílies, de les quals 66 eren unipersonals (31 homes vivint sols i 35 dones vivint soles), 97 parelles sense fills, 54 parelles amb fills i 27 famílies monoparentals amb fills.
La població ha evolucionat segons el següent gràfic:
Habitants censats

### Habitatges
El 2007 hi havia 361 habitatges, 247 eren l'habitatge principal de la família, 75 eren segones residències i 39 estaven desocupats. Tots els 360 habitatges eren cases. Dels 247 habitatges principals, 203 estaven ocupats pels seus propietaris, 40 estaven llogats i ocupats pels llogaters i 5 estaven cedits a títol gratuït; 2 tenien una cambra, 13 en tenien dues, 47 en tenien tres, 77 en tenien quatre i 109 en tenien cinc o més. 169 habitatges disposaven pel capbaix d'una plaça de pàrquing. A 131 habitatges hi havia un automòbil i a 82 n'hi havia dos o més.

### Piràmide de població
La piràmide de població per edats i sexe el 2009 era:
| Homes | Edats   | Dones |
| ----- | ------- | ----- |
| 0     | 95 o +  | 0     |
| 0     | 90 a 94 | 12    |
| 4     | 85 a 89 | 0     |
| 8     | 80 a 84 | 12    |
| 24    | 75 a 79 | 24    |
| 28    | 70 a 74 | 24    |
| 32    | 65 a 69 | 36    |
| 0     | 60 a 64 | 28    |
| 8     | 55 a 59 | 8     |
| 32    | 50 a 54 | 20    |
| 12    | 45 a 49 | 12    |
| 12    | 40 a 44 | 12    |
| 16    | 35 a 39 | 8     |
| 24    | 30 a 34 | 28    |
| 12    | 25 a 29 | 12    |
| 16    | 20 a 24 | 8     |
| 12    | 15 a 19 | 8     |
| 8     | 10 a 14 | 12    |
| 4     | 5 a 9   | 28    |
| 4     | 0 a 4   | 20    |

## Economia
El 2007 la població en edat de treballar era de 305 persones, 231 eren actives i 74 eren inactives. De les 231 persones actives 214 estaven ocupades (119 homes i 95 dones) i 17 estaven aturades (5 homes i 12 dones). De les 74 persones inactives 27 estaven jubilades, 24 estaven estudiant i 23 estaven classificades com a «altres inactius».

### Ingressos
El 2009 a Betz-le-Château hi havia 270 unitats fiscals que integraven 619 persones, la mediana anual d'ingressos fiscals per persona era de 14.721 €.

### Activitats econòmiques
Dels 21 establiments que hi havia el 2007, 3 eren d'empreses alimentàries, 1 d'una empresa de fabricació d'altres productes industrials, 6 d'empreses de construcció, 3 d'empreses de comerç i reparació d'automòbils, 1 d'una empresa de transport, 1 d'una empresa d'hostatgeria i restauració, 2 d'empreses de serveis, 1 d'una entitat de l'administració pública i 3 d'empreses classificades com a «altres activitats de serveis».
Dels 10 establiments de servei als particulars que hi havia el 2009, 1 era una oficina de correu, 1 taller de reparació d'automòbils i de material agrícola, 2 paletes, 1 guixaire pintor, 3 electricistes i 2 perruqueries.
Dels 3 establiments comercials que hi havia el 2009, 1 era una botiga de menys de 120 m² i 2 carnisseries.
L'any 2000 a Betz-le-Château hi havia 52 explotacions agrícoles que ocupaven un total de 3.403 hectàrees.

## Equipaments sanitaris i escolars
El 2009 hi havia una escola elemental integrada dins d'un grup escolar amb les comunes properes formant una escola dispersa.

## Poblacions més properes
El següent diagrama mostra les poblacions més properes.